# اتفورد، نیو ساوت ولز
اتفورد (به انگلیسی: Otford) یک حومه شهر در استرالیا است که در نیو ساوت ولز واقع شده‌است.